# Tormenta tropical Philippe (2011)
La tormenta tropical Philippe comenzó a formarse el 23 de septiembre cuando surgió una onda tropical bien definida en la costa de África, asociada a una abundante actividad de lluvias y tormentas eléctricas. Moviéndose hacia el oeste e incrustada en un entorno favorable, la onda se desarrolló rápidamente. El 24 de septiembre, el Centro Nacional de Huracanes designó al meteoro como una depresión tropical (la Tormenta Tropical Trece), a unos 290 millas (465 km) al extremo sur de las islas de Cabo Verde. 
Más tarde en ese mismo día, la depresión pasó a ser una tormenta tropical, denominada Philippe. El día 6 de octubre Phillipe se convirtió en un Huracán de Categoría 1, pero el 8 de octubre volvió a ser una tormenta tropical y en tan solo 1 día después se disipó.